# Bring Me the Horizon
Bring Me The Horizon er et engelsk rockband fra Sheffield, Yorkshire. Bandet er stiftet i 2004 af medlemmer af andre bands inden for deres lokalområde. De spiller den stil af musik – dødsmetal og metalcore – kendt som deathcore, selvom deres seneste album lyder mest af alt som metalcore.
Bring Me Horizon begyndte med medlemmer af mange bands fra omkring deres lokalområde. Bandets navn er baseret på et citat fra filmen "Pirates of the Caribbean", som Captain Jack Sparrow råbte "Now... Bring me that horizon!" Den oprindelige replik blev dog ændret fra "that" til "the". De har på nuværende tidspunkt underskrevet en Pladekontrakt med Visible Noise Records. Deres oprindelige studie Thirty Days of Night Records. Bring me The Horizon var det første band, som var tilknyttet dette pladeselskab. Bandet har tidligere været tilknyttet Epitath Records i USA og Shock Records i Australien. De har tidligere turneret med bands som Lost Prophets, The Blackout, Killswitch Engage og The Haunted. De optrådte på tour i  i marts og april 2007 med det nu opløste metalcore band I Killed The Prom Queen. De spillede også til Download Festival 2007 i juni med Iron Maiden, Slayer med flere.
De spillede også den nordamerikanske del af turen, herunder en gæst: Travis fra Gym Class Heroes, 6 august i Calgary. Han hjalp Oliver Sykes med indspilningen af deres nye sang Diamonds Aren't Forever.
I november 2007 turnerede de på den australske del af Gigantour, spiller tre datoer. De vendte tilbage til Australien i maj/juni 2008, og dukkede op på I Killed The Prom Queen's endelige tour.
Bring Me The Horizon begyndte at skrive tekster og optage til det nye album i starten af 2008. De havde været i Sverige for at optage albummet hele april og maj med Fredrik Nordström, der har arbejdet med bands som At The Gates, Arch Enemy, I Killed Prom Queen og Dimmu Borgir. Albummet blev udgivet den 29 september, 2008. Suicide Season er helt forskelligt fra Count Your Blessings, der har en mere metalcore lyd. Det der svarer til dette er, What The Edge Of Your Seat Was Made For.

## Diskografi

### Studiealbummer
- 2006: Count Your Blessings
- 2008: Suicide Season
- 2010: There Is a Hell, Believe Me I’ve Seen It. There Is a Heaven, Let’s Keep It a Secret
- 2013: Sempiternal
- 2015: That’s the Spirit
- 2019: Amo
- 2024: Post Human: Nex Gen

### Livealbummer
- 2015: Live at Wembley
- 2016: Live at the Royal Albert Hall

| Musikgruppe | Spire Denne artikel om en engelsk musikgruppe er en spire som bør udbygges. Du er velkommen til at hjælpe Wikipedia ved at udvide den. |

- Wikimedia Commons har flere filer relateret til Bring Me the Horizon